# 邯郸市博物馆
邯郸市博物馆，位于河北省邯郸市人民东路399号文化艺术中心西侧，是邯郸市属综合性博物馆，现为中国全国百家重要博物馆之一。

## 历史
邯郸市博物馆的主体建筑为1968年12月26日建成的“毛泽东思想胜利万岁邯郸展览馆”，由全体邯郸人民义务劳动5个月建成。1971年更名为“邯郸地区展览馆”。1980年7月，改为“邯郸地区博物馆”。1984年，改为邯郸市博物馆。1994年进行了“启新工程”，2000年到2001年又进行了“改造扩建工程”，从而使该馆建筑平面由“凹”字型改成“回”字型。
2001年2月7日，邯郸市博物馆连同南部的邯郸市老干部活动中心，北部的邯郸市青少年宫，被称为“邯郸展览馆建筑群”列为河北省文物保护单位，类型为近现代文物。
2009年，博物馆免费开放，凭身份证等有效证件即可领取门票。

## 规模
邯郸市博物馆占地面积18000平方米，主体建筑分上、中、下三层，高达26米。馆前广场占地面积10000平方米，建筑面积11000平方米，展厅面积6000平方米。

## 展馆
展厅有：陈列总序厅及「磁山文化」、「赵文化」、「东魏茹茹公主墓」、「磁州窑」、「邯郸百年」、「邯郸市城市建设规划成就」六个专题陈列。

### 陈列总序厅
位于博物馆一楼中央大厅，在此布置了关于“磁山之光”、“胡服骑射”、“建安风骨”的三幅锻铜壁画和一组能突出赵文化精神青铜马群雕。概括了邯郸历史发展阶段的地域文化。

### 磁山文化陈列
主要介绍邯郸地区境内的磁山文化内容，面积470平方米，精品文物130件，还复原磁山人生活景观。

### 赵文化陈列
介绍春秋战国时期的赵国国都邯郸的风采，面积510平方米，精品文物210件，复原了一处战国殉马坑。

### 茹茹公主墓陈列
介绍南北朝时期东魏丞相高欢第九子高湛幼妻、柔然（茹茹）可汗阿那瓌孙女—茹茹公主闾叱地连。面积550平方米，精品文物600件。

### 磁州窑陈列
介绍宋元时期的磁州窑发展内容，面积1000平方米，精品文物300余件。复原古瓷窑1座，邯郸民居1座，为目前中国国内规模最大的“磁州窑”陈列。

### 百年邯郸陈列
介绍近现代以来邯郸的城市建设和发展情况，面积550平方米，展出历史图片资料400余张，实物50余件。

### 邯郸城市规划建设成就展
展示邯郸经过解放后多年的规划建设以及城市面貌。

## 藏品
藏品包括七大类：陶器、瓷器、青铜器、杂器、钱币、社会主义建设时期文物、民间艺术藏品。截至2016年10月1日，该馆文物藏品44265件，8238件（套），其中珍贵文物253件（套）。

## 荣誉
1999年10月被河北省委、省政府命名为省级爱国主义教育基地。2008年，邯郸市博物馆被评为国家二级博物馆。2009年，邯郸市博物馆免费开放，此后在邯郸市文化广电新闻出版局和邯郸市文物局的领导下，发展为河北省重点博物馆、河北省爱国主义基地、首批河北省志愿者实践基地、首批河北省社会科学普及基地。2017年，被中国博物馆协会评为第三批国家一级博物馆也是河北省境内的第三家国家一级博物馆。